# لیسا هاوارد
لیسا هاوارد (انگلیسی: Lisa Howard؛ زادهٔ ۲۴ نوامبر ۱۹۶۳) یک هنرپیشه اهل کانادا است. وی از سال ۱۹۸۳ میلادی تاکنون مشغول فعالیت بوده‌است.